# Device Independence
Device independence är en arbetsprocess som har som mål att göra webben tillgänglig för alla apparater, under alla omständigheter och för alla människor. W3C (World Wide Web Consortium (W3C)) har startat Device Independence Working Group. Gruppen arbetar för att internet inte ska styckas i olika delar som bara blir tillgängliga för vissa människor.